# ويستربلات

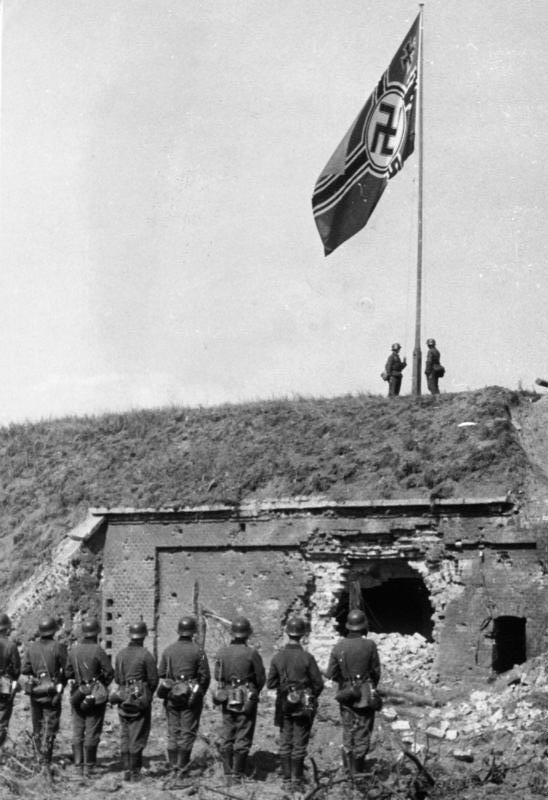
الجيش الألماني يستولي على ويستربلات

ويستربلات (باللغة البولندية: Westerplatte) يسمى كذلك ممر الدانزج أو الدانزغ هي شبه جزيرة تقع في شمال بولندا على بحر البلطيق يفصلها عن مدينة غدانسك ممر مائي. بعد انتهاء الحرب العالمية الأولى واستسلام الألمان وتوقيعهم على معاهدة فرساي أعلن قيام بولندا وضمت إليها شبه جزيرة ويستربلات بينما منحت مدينة دانزيج الحكم الذاتي وفصل بين المدينة و ويستربلات ممر مائي.
وقد وافقت عصبة الأمم عام 1925 على منح بولندا الحق في إنشاء مستودع عسكري مع حامية عسكرية بحدود 88 جندي في ويستربلات هذا العدد ارتفع إلى 182 جندي في 1939.
في 1 سبتمبر عام 1939 هاجمت القوات الألمانية ويستربلات خلال اجتياحها لبولندا وأسرت الحامية البولندية فيها، وقد تسبب الهجوم الألماني على بولندا في إشعال فتيل الحرب العالمية الثانية وقيام كل من فرنسا وبريطانيا بإعلان الحرب على ألمانيا.